# Cacostola cana
Cacostola cana är en skalbaggsart som beskrevs av Luciane Marinoni och Martins 1982. Cacostola cana ingår i släktet Cacostola och familjen långhorningar. Inga underarter finns listade.